# Bronisław Pietruszkiewicz
Bronisław Pietruszkiewicz (ur.  1 lipca 1939 w Wilnie, zm. 24 października 2007 w Katowicach) – polski plastyk, specjalizujący się w malarstwie i projektowaniu plastycznym.
W 1956 roku ukończył liceum ogólnokształcące w Wilnie, a w 1960 Studium Nauczycielskie w Szczecinie. W latach 1960–1962 pracował jako nauczyciel w szkołach średnich w Szczecinie i Kamieniu Pomorskim. Potem podjął studia na Wydziale Sztuk Pięknych Uniwersytetu Mikołaja Kopernika w Toruniu, studiował malarstwo pod kierunkiem Stanisława Borysowskiego. Studia ukończył w 1967 i podjął pracę na uczelni. W 1976 roku ukończył na Akademii Sztuk Pięknych w Warszawie przewód kwalifikacyjny na stanowisko adiunkta, a w 1990 na stanowisko docenta.  
Kierował Pracownią Ikonosfery w Instytucie Artystycznym Wydziału Sztuk Pięknych UMK. W latach 1995–1999 pracował również na Wydziale Wychowania Artystycznego Wyższej Szkoły Pedagogicznej w Olsztynie.
Jego działalność ukierunkowana była na stosowanie niekonwencjonalnych technik i materiałów (kolaż, asamblaż, relief, a także olej na płótnie) w sztuce.

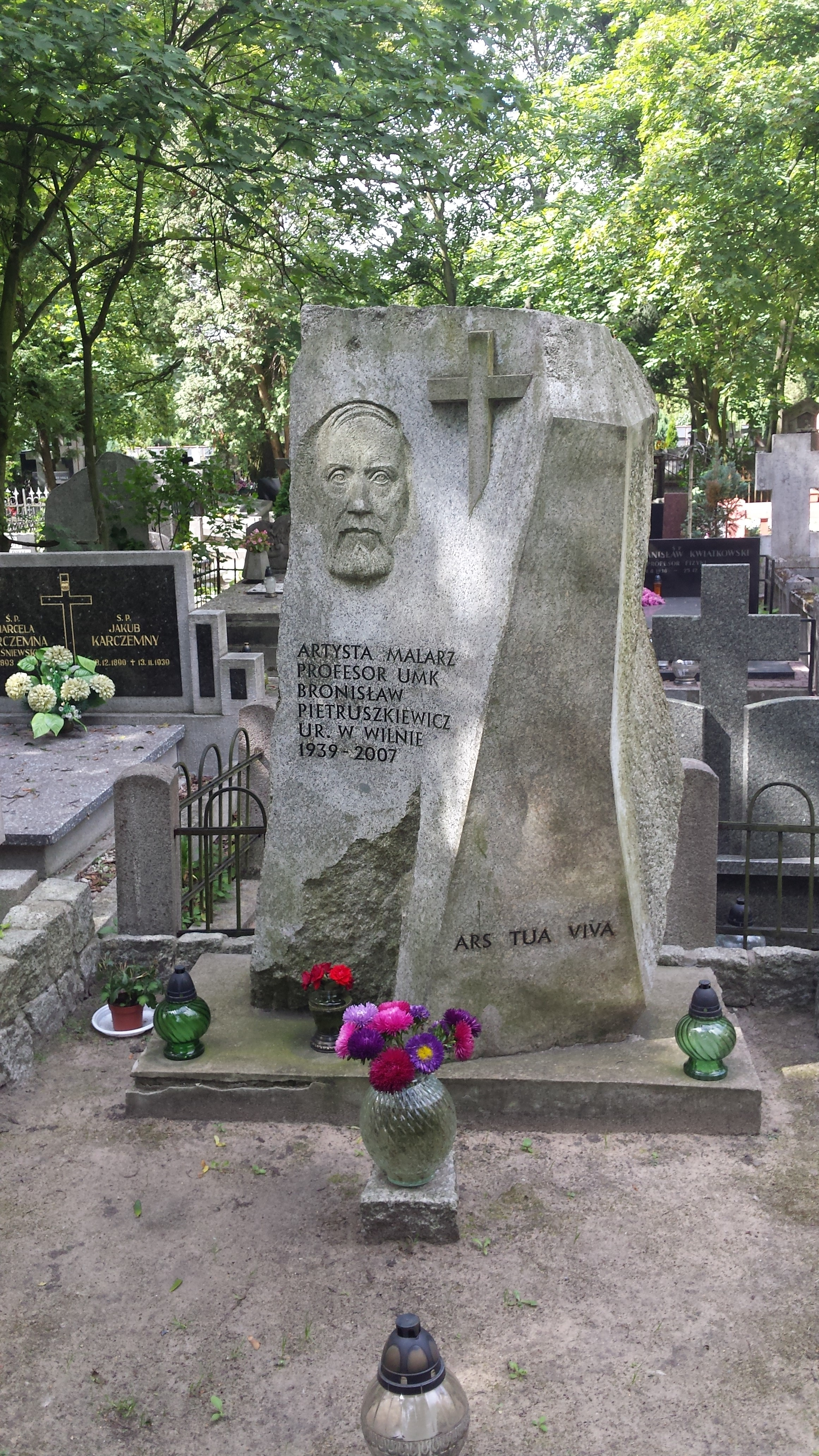
Grób Bronisława Pietruszkiewicza na Cmentarzu św. Jerzego w Toruniu